# Abel Xavier
Pour les articles homonymes, voir Xavier.
Abel Xavier, de son nom complet Faysal Abel Luis da Silva Costa Xavier, né le 30 novembre 1972 à Nampula au Mozambique portugais, est un joueur de football international portugais évoluant au poste de défenseur aujourd'hui reconverti en entraîneur.

## Carrière

### En club
Abel Xavier commence sa carrière en 1990 avec le club portugais de l'Estrela da Amadora. Ses bonnes performances pendant trois ans lui permettent de signer en 1993 dans le plus grand club portugais, le Benfica Lisbonne. Il aide le club lisboète à gagner le championnat en 1994 et la saison suivante, il est transféré en Serie A à l'AS Bari. Ce transfert marque le début d'une longue série de clubs à travers l'Europe : en 1996, Xavier est transféré au Real Oviedo puis deux ans après, il joue pour le club néerlandais du PSV Eindhoven et enfin, il atterrit en Angleterre à Everton. Il y joue pendant deux ans avant d'être vendu au club rival d'Everton, le Liverpool FC. Après son séjour de trois ans en Angleterre, Xavier reprit son tour d'Europe des clubs en signant à Galatasaray, à Hanovre et à Rome.
Lors de la saison 2005-2006, il retourne en Angleterre, à Middlesbrough pour remplacer Michael Reiziger parti au PSV Eindhoven. Lors de la rencontre de Coupe UEFA contre la formation grecque de Xanthi, il est contrôlé positif à la Methandrostenolone, un stéroïde. Bien qu'il nie s'être dopé, le 23 novembre 2005, Xavier est suspendu pendant 18 mois avant que sa peine ne soit réduite à 12 mois et son club de Middlesbrough le licencie.
Durant l'été 2006, Xavier s'entraine de nouveau avec Middlesbrough et signe un nouveau contrat en novembre 2006.
En mai 2007, il s'engage avec le club américain du Los Angeles Galaxy mais s'y fait licencier à cause de relations tendues avec son entraîneur Ruud Gullit.
Le 22 décembre 2009, il annonce qu'il se retire définitivement du football. Après sa carrière de footballeur, il se convertit à l'islam à 37 ans.

### En sélection
Abel Xavier remporte la Coupe du monde des moins de 20 ans en 1991 avec le Portugal. Il est avec Luís Figo et Rui Costa un des leaders de l'équipe.
Abel Xavier dispute l'Euro 2000 au cours duquel il en devient un héros malheureux : lors de la demi-finale France-Portugal, il provoque en effet un penalty d'une faute de main. Ce pénalty est transformé par Zinédine Zidane qui qualifie la France pour la finale et élimine le Portugal. Plusieurs joueurs Portugais dont Abel Xavier, mécontents de la décision arbitrale, s'en prennent à l'arbitre Günter Benkö : il sera suspendu neuf mois, Nuno Gomes huit mois et Paulo Bento six mois. Il marque les esprits lors de cette compétition grâce à sa coupe de cheveux et sa barbe peroxydées,,.
Il fait aussi partie de la sélection portugaise lors de la Coupe du monde 2002. Il ne joue qu'un seul match en entrant en cours de match lors du dernier match de poule de l'équipe portugaise contre la Corée du Sud (0-1).

## Clubs successifs
- 1990-1993 :  Estrela da Amadora
- 1993-1995 :  Benfica
- 1995-1996 :  AS Bari
- 1996-1998 :  Real Oviedo
- 1998-1999 :  PSV Eindhoven
- 1999- Janvier 2002 :  Everton
- Janvier 2002-Janvier 2003 :  Liverpool
- Janvier 2003-2003 :  Galatasaray (en prêt)
- 2003-2004 :  Hanovre 96 (en prêt)
- 2004-Janvier 2005 : Sans club
- Janvier 2005- 2005 :  AS Rome
- 2005- Décembre 2005 :  Middlesbrough
- Novembre 2006- Mai 2007 :  Middlesbrough
- Mai 2007-2008 :   Los Angeles Galaxy

## Palmarès
- 1991 : Vainqueur du championnat du Monde U20 avec le Portugal
- 1994 : Vainqueur du Championnat du Portugal de football avec le SL Benfica
- 1999 : Vainqueur de la Supercoupe des Pays-Bas avec le PSV Eindhoven
- 2002 : Second de la Premier League avec le Liverpool FC
- 2002 : Finaliste du Community Shield avec le Liverpool FC
- 2003 : Second du Championnat de Turquie de football avec Galatasaray

### Buts en sélection
| Buts en sélection de Abel Xavier | Buts en sélection de Abel Xavier | Buts en sélection de Abel Xavier | Buts en sélection de Abel Xavier | Buts en sélection de Abel Xavier | Buts en sélection de Abel Xavier | Buts en sélection de Abel Xavier |
| #                                | Date                             | Lieu                             | Adversaire                       | Score                            | Résultats                        | Compétitions                     |
| -------------------------------- | -------------------------------- | -------------------------------- | -------------------------------- | -------------------------------- | -------------------------------- | -------------------------------- |
| 1                                | 14 octobre 1998                  | Tehelné pole, Bratislava         | Slovaquie                        | 3-0                              | 3-0                              | Éliminatoires Euro 2000          |
| 2                                | 9 octobre 1999                   | Estádio da Luz, Lisbonne         | Hongrie                          | 3-0                              | 3-0                              | Éliminatoires Euro 2000          |